# نادي غور مايا
نادي غور مايا لكرة القدم (بالإنجليزية الكينية: ‎[gɔr ˈmaɪya]‏( سماع))، هو نادي كرة قدم كيني قائم في مدينة نيروبي عاصمة كينيا. فاز غور مايا بلقب الدوري المحلي 14 مرة

## الإنجازات
- كأس إفريقيا للأندية أبطال الكؤوس: 1

1987
- كأس سيكافا للأندية: 3

1980, 1981, 1985
- دوري كينيا الممتاز: 14

1968, 1974, 1976, 1979, 1983, 1984, 1985, 1987, 1990, 1991, 1993, 1995, 2013, 2014
- كأس كينيا: 10

1976, 1981, 1983, 1986, 1987, 1988, 1992, 2008, 2011, 2012
- كأس السوبر الكيني: 3

2009, 2013, 2015
- كأس الثمانية الأوائل: 1

2012

### تحت اسم ليو يونيون
- دوري كينيا الممتاز: 2

1964, 1975
- كأس كينيا:

1964, 1965, 1966

## المشاركات في البطولات الأفريقية
- كأس الاتحاد الكونفدرالي الأفريقي: 3 مشاركات

2009 - الدور التمهيدي
2012 - الدور التمهيدي
2013 - الدور الأول
2019 - ربع النهائي
- دوري أبطال أفريقيا: 8 مشاركات

| 1969: ربع النهائي 1977: الدور الثاني 1980: الدور الثاني | 1984: استبعد من الدور الثاني 1991: الدور الأول 1992: ربع النهائي | 1994: الدور الأول 1996: الدور الأول |

- كأس الاتحاد الأفريقي للأندية: 2 مشاركتان

1993 - ربع النهائي
1998 - الدور الأول
- كأس إفريقيا للأندية الفائزة بالكؤوس: 7 مشاركات

| 1979 - الوصيف 1981 - ربع النهائي 1982 - انسحب في الدور الأول | 1983 - الدور التمهيدي 1987 - البطل 1988 - ربع النهائي | 1989 - نصف النهائي |

## روابط خارجية
- الموقع الرسمي